# ول
وُل (به انگلیسی: Vole) نام عمومی گروهی از جوندگان کوچک شبیه به موش است. بیشتر ول‌ها بین ۹ تا ۱۸ سانتی‌متر طول، بدنی گرد به رنگ قهوه‌ای یا خاکستری، پوزهٔ صاف، گوش‌های کوچک پنهان‌شده در بین موهای بلند و دمی کوتاه دارند.

## رده‌بندی
از حدود ۷۰ گونهٔ ول بیش از ۴۰ گونه که در آمریکای شمالی، اورآسیا و شمال آفریقا پراکندگی دارند در سردهٔ ول‌های ریزگوش (Microtus) قرار می‌گیرند. این گروه از ول‌ها راهروهایی در علفزارهای پرپشت یا نقب‌هایی کم‌عمق در زیر زمین ایجاد می‌کنند و عمدتأ از علف تغذیه می‌کنند. هرچند پوست درخت‌ها، برگ‌ها، دانه‌ها و حشرات هم ممکن است غذای آنان باشد. این ول‌ها هم مثل انواع دیگر جوندگان گهگاه انفجار جمعیتی را تجربه می‌کنند.
سردهٔ ول‌های آب‌دوست (Arvicola) شامل گروهی از ول‌های آبزی مقیم اروپا و غرب آسیا می‌شود که شباهت زیادی به موش‌های آبزی دارند.
سردهٔ وُل‌های خَلَنگزار (Phenacomys) از ۵ گونه ول بومی آمریکای شمالی تشکیل می‌شود که در درخت‌ها لانه می‌سازند و به موش درختی معروفند.

## ویژگی‌ها
ول‌ها بیشتر از گیاهان تغذیه می‌کنند و لاشه حیوانات مرده و دانه‌ها و میوه‌ها را هم می‌خورند. اما در مقایسه با بقیه پستانداران کوچک خیلی بیشتر از گیاهان تغذیه می‌کنند. آن‌ها همچنین مثل تشی درختان را بریده و گودال می‌کنند و این کار آنها به راحتی باعث از بین رفتن گیاهان کوچک و آسیب به درختان و بوته‌ها می‌شود. ریشه‌های آبدار و پیاز گیاهان از دیگر غذاهای مورد علاقه ول‌هاست که با مهارت قابل توجهی که در حفاری و تونل‌کنی دارند به راحتی به آن‌ها دست پیدا می‌کنند. با این حال آن‌ها هم مثل دیگر جانوران حفار باعث جابجایی مواد مغذی در لایه‌های بالایی خاک می‌شوند و از این طریق منافعی هم برای گیاهان دارند.
ول‌ها مثل دیگر پستانداران کوچک شکارچیان طبیعی زیادی دارند. انواع جغد، شاهین، قوش، سمور، راکون، گربه، شغال، روباه، کایوت، مار، راسو و سگ از شکارچیان طبیعی این حیوان در نقاط مختلف دنیا هستند.

## گونه‌ها
- ول ایرانی
- ول اجتماعی (موش مغان)
- ول قزوین